# 长杯瓢蜡蝉属
长杯瓢蜡蝉属（学名：Pseudosymplanella）是杯瓢蜡蝉科下的一个属。

## 下属物种
本属包括以下物种：
- 长杯瓢蜡蝉 Pseudosymplanella nigrifasciata Che, Zhang & Webb, 2009